# Arthur Haulot
Baron Arthur Haulot (* 15. November 1913 in Angleur bei Lüttich; † 24. Mai 2005 in Brüssel) war ein belgischer Journalist, Humanist und Dichter.

## Biografie

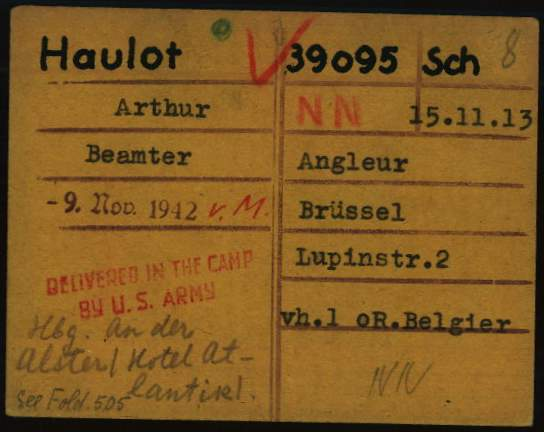
Registrierungskarte von Haulot im KZ Dachau

Haulot war während des Zweiten Weltkriegs aktives Mitglied des bewaffneten Widerstands gegen die deutsche Besatzung. Als Präsident der Jeunes Socialistes wurde er Ende Dezember 1941 inhaftiert und zunächst in das Konzentrationslager Dachau und später zum KZ Mauthausen deportiert. Nach seiner Befreiung am 29. April 1945 arbeitete er im Comité International de Dachau.
1956 wurde er Commissaire Général für Tourismus. Dieses Amt behielt er bis 1978.

## Auszeichnungen
- 1968: Großes Silbernes Ehrenzeichen für Verdienste um die Republik Österreich[1]